# Parafia Miłosierdzia Bożego w Gostyninie
Parafia pw. Miłosierdzia Bożego w Gostyninie – parafia należąca do dekanatu gostynińskiego, diecezji płockiej, metropolii warszawskiej.

## Historia parafii
Została erygowana 21 lipca 1997 przez biskupa Zygmunta Kamińskiego. Pracami związanymi z budową tymczasowego kościoła kierował pierwszy proboszcz parafii ks. Jerzy Ławicki. Budowę świątyni i domu parafialnego rozpoczęto 4 października 1997. 21 czerwca 1998 odbyło się poświęcenie tymczasowego kościoła, a w 1999 został oddany do użytku dom parafialny.

## Duszpasterze

### Proboszczowie
- 1997–2004 : ks. Jerzy Ławicki
- 2004–2009 : ks. Wojciech Hubert
- 2009–2018 : ks. Sławomir Wiśniewski
- od 2018 :   ks. Andrzej Rutkowski